# Bangkok Airways

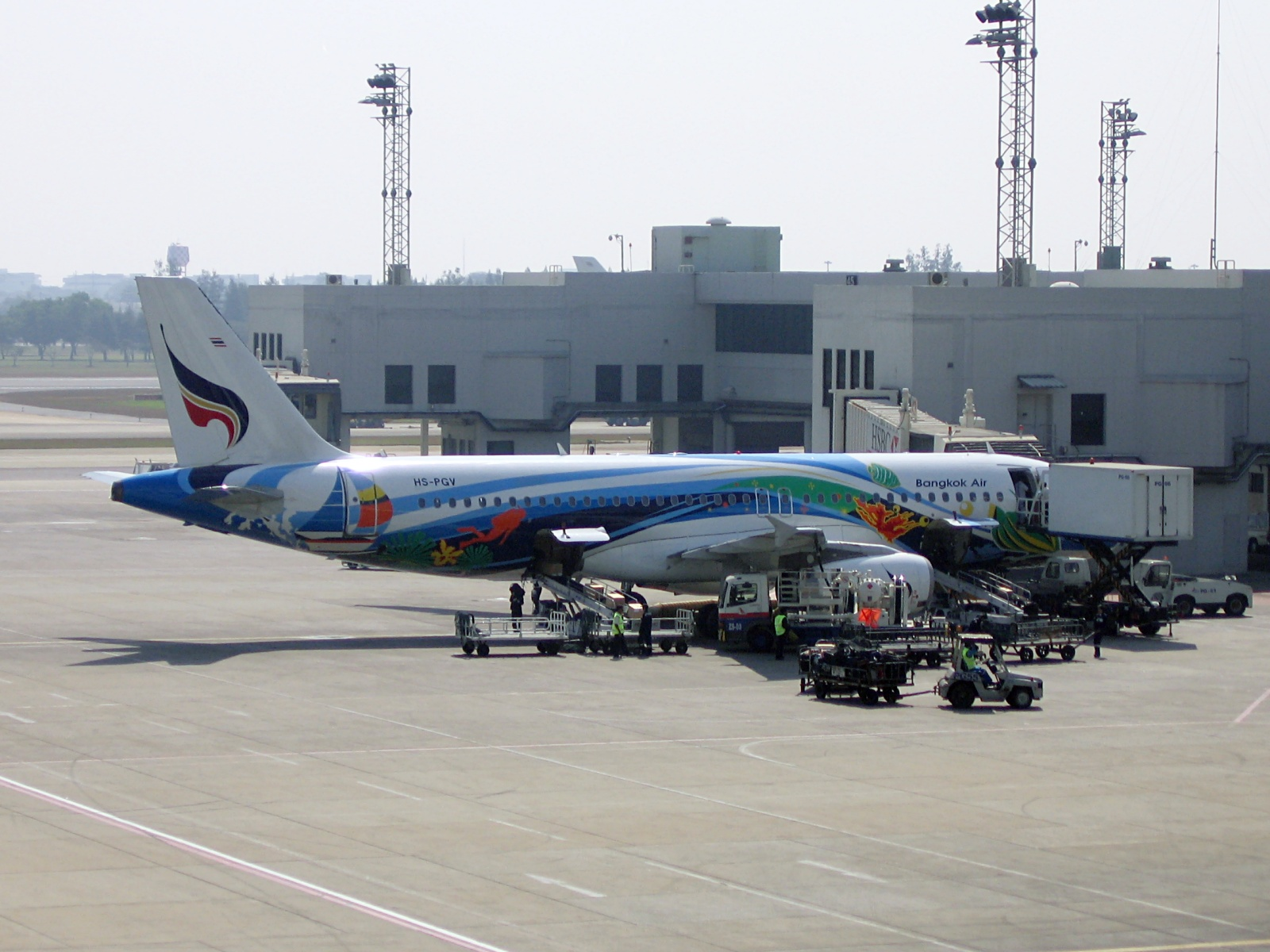
Ett av Bangkok Airways Airbus A320-flygplan

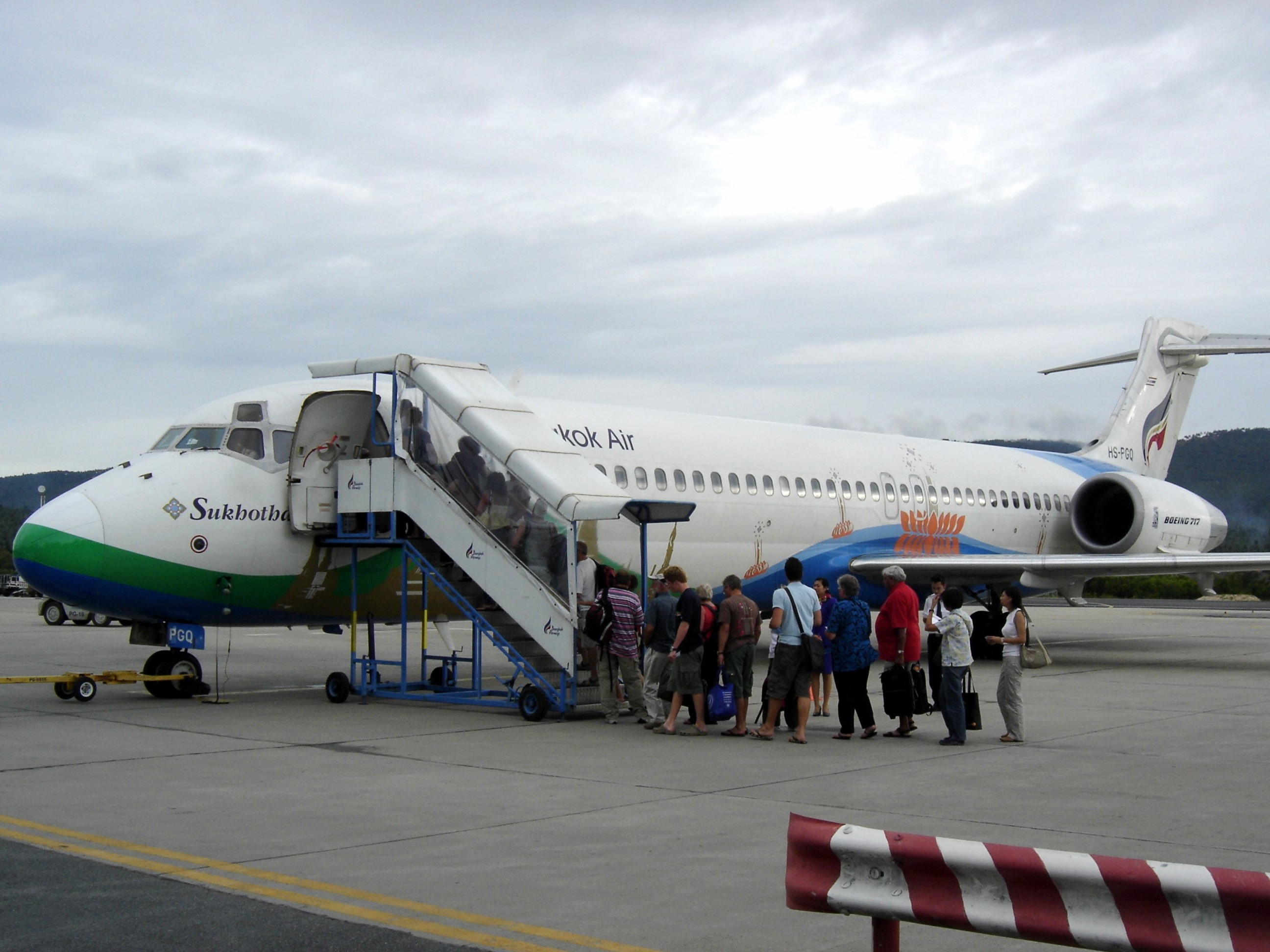
En före detta Bangkok Airways Boeing 717 på Koh Samui

Bangkok Airways Co, Ltd (สายการบินบางกอกแอร์เวย์) är ett thailändskt regionalt flygbolag baserat i Bangkok.
Bangkok Airways flyger linjetrafik till destinationer i bland annat Thailand, Indien, Kina, Hongkong, Laos och Maldiverna. Dess huvudsakliga bas är på Bangkok-Suvarnabhumis flygplats i Bangkok.

## Historia
Flygbolaget grundades 1968 som Sahakol Air och flög taxiflyg på uppdrag av Overseas International Construction Company (OICC), ett amerikanskt byggföretag United States Operations Mission (USOM) och ett antal andra organisationer inblandade i olje- och gasprospekteringen i Thailandviken. Linjetrafik inleddes år 1986 och Sahakol Air blev då Thailands första privatägda inrikesflygbolag. Under 1989 bytte Sahakol Air namn till att bli Bangkok Airways.
Flygbolaget har cirka 1 900 anställda och äger även fullt ut flygbolaget och tillika dotterbolaget Siem Reap Airways.
Bangkok Airways byggde sin egen flygplats, Koh Samui flygplats, på ön Koh Samui, vilken öppnades i april 1989 och erbjuder direktflyg mellan ön och Chiang Mai, Hongkong, Krabi, Pattaya, Phuket och Singapore. Flygbolaget öppnade sin andra flygplats i Sukhothai 1996. En tredje flygplats byggdes i Tratprovinsen och öppnades i mars 2003 för att tjäna det växande turistmålet Ko Chang.
Flygbolaget köpte sitt första jetflygplan år 2000 då Bangkok Airways började att köpa in Boeing 717:or till sin flotta. Fram till dess hade Bangkok Airways flugit propellerdrivna flygplan, i första hand ATR 72, men även De Havilland Canada Dash 8, Shorts 330 och för en kort tid ett Fokker 100. Under 2004 lades ytterligare ett jetplan till i flottan i Airbus A320.
Bangkok Airways planerar att beställa in så kallade "wide body"-flygplan, dvs. flygplan med plats för minst åtta säten i bredd, som en del av sin ambition att utöka sin flotta. De ville köpa in sina första widebody-flygplan under 2006 för att kunna flyga längre rutter till resmål som London, Indien och Japan och tittar på bland annat på flygplansmodellerna Airbus A330, Airbus A340 och Boeing 787. I december 2005 meddelade Bangkok Airways sitt beslut att förhandla om en order på sex Airbus A350-800-flygplan i en 258-säteskonfiguration, som skall levereras till flygbolaget från och med 2013, men orden på flygplanen avbröts under 2011 på grund av den fortsatta fördröjningen på lanseringen av den nya Airbusmodellen.
År 2007 blev Prasert Prasarttong-Osoth, VD och koncernchef för Bangkok Airways, utsedd till Kunglig hovleverantör och innehar även rätten att bära Garuda-emblemet.

## Flotta
I januari 2010 bestod Bangkok Airways flotta av följande flygplan:
| Flygplan        | Antal | Order | Passagerare | Passagerare | Passagerare |
| Flygplan        | Antal | Order | P           | Y           | Totalt      |
| --------------- | ----- | ----- | ----------- | ----------- | ----------- |
| Airbus A319-100 | 7     | 0     | 12 0        | 108 144 138 | 120 144 138 |
| Airbus A320-200 | 3     | —     | 0           | 162         | 162         |
| ATR 72-500      | 8     | —     | 0           | 70          | 70          |
| Totalt          | 18    | 0     |             |             |             |